# Manevarska lokomotiva
Manevarska lokomotiva (manevarka) ili ranžirna lokomotiva je vrsta lokomotive (željezničkog vučnog vozila) namijenjena za ranžiranje vlakova na željezničkim ili ranžirnim kolodvorima, te za vuču na industrijskim prugama (npr. unutar brodogradilišta i sl.). Nisu namijenjene da vuku vlakove u redovitom prometu na kraćim ili dužim relacijama, već samo za pripremanje željezničkih kompozicija koje će dalje vuči lokomotive.
Mnoge moderne manevarske lokomotive posjeduju daljinsko upravljanje. Obično se projektiraju s velikim okretnim momentom (veliko ubrzanje), ali postižu male brzine (dovoljnu za manevriranje) i imaju mali promjer kotača.